# Печиевка
Печиевка (укр. Печіївка) — село, 
Станичненский сельский совет,
Нововодолажский район,
Харьковская область.
Код КОАТУУ — 6324285010. Население по переписи 2001 года составляет 94 (39/55 м/ж) человека.

## Географическое положение
Село Печиевка находится надалеко от истоков реки Камышеваха.
На расстоянии до 2-х км расположены сёла Белоусовка, Дегтярка и посёлок Палатки.
Рядом проходят автомобильная дорога М-18 (E 108) и
железная дорога, станция Станица.